# Pałac papieski w Awinionie

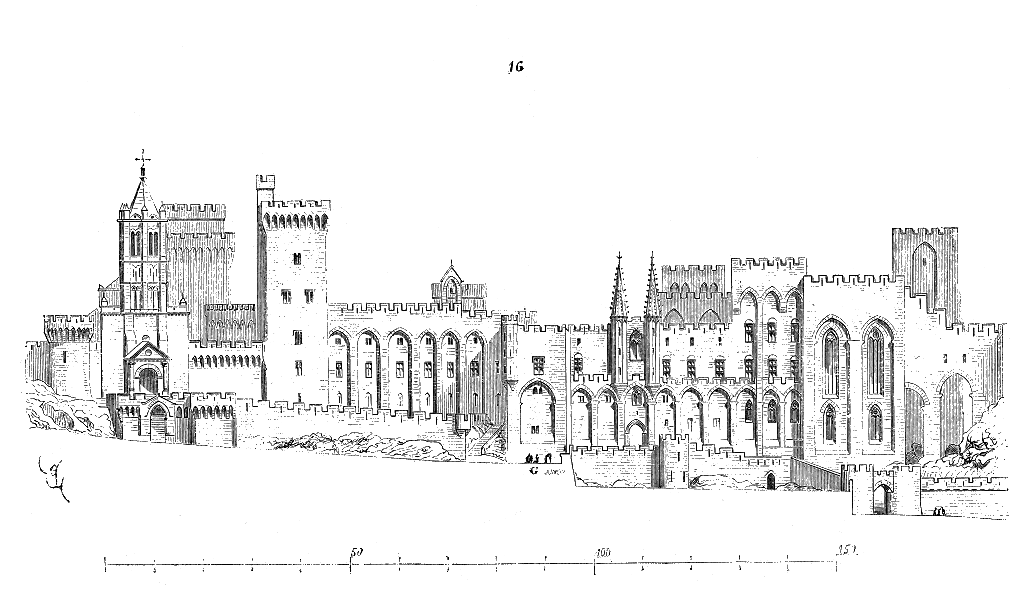
Widok na pałac od strony wschodniej według E. Viollet-le-Duca

Pałac papieski w Awinionie (fr., Palais des papes oks. Palais dei Papas) – dawna rezydencja papieży wzniesiona w XIV wieku w okresie niewoli awiniońskiej, kiedy to w latach 1309–1377 Awinion pełnił tymczasowo rolę Stolicy Apostolskiej. Liczący ponad 15 000 m² powierzchni wszystkich pomieszczeń pałac do dziś należy do największych gotyckich założeń zamkowych w Europie. Wraz z katedrą Notre-Dame, która przylega do rezydencji od strony zachodniej tworzy monumentalny kompleks architektoniczny, którego dopełnieniem jest częściowo zachowany most Pont Saint-Bénézet na rzece Rodan. Wszystkie te obiekty zostały wpisane na Listę Światowego Dziedzictwa UNESCO.

## Historia
Avignon w średniowieczu należał do hrabstwa Venaissin, która wcześniej podlegało władcom Tuluzy od 1274 po wojnach z heretyckimi albigensami hrabstwo wraz z miastem przekazano Stolicy Apostolskiej. Pod koniec XIII i w XIV wieku, Avignon przeżywał wielką prosperitę, był jednym z największych ośrodków miejskich w Europie, niemalże na równi z Pragą, Paryżem, Londynem, Barceloną czy Neapolem. Jeszcze przed wzniesieniem pałacu papieskiego wzniesiono szereg kościołów i rezydencji dla świeckich i kościelnych dostojników, ponadto miasto zostało umocnione silnym systemem obronnym. Wśród nich w pobliżu papieskiego zamku powstał Petit Palais (Mały Pałac), jako rezydencja kardynała Arnaud de Via, po jego śmierci służył biskupom awiniońskim. Znaczenie miasta podniósł fakt założenia w 1303 przez Bonifacego VIII uniwersytetu.
Avignon stał się nową siedzibą papieży od 1309 roku, kiedy Gascon Bertrand de Goth, jako papież Klemens V, ze względu na spór z kardynałami Rzymu i zamieszki w tymże mieście po jego wyborze w 1305 roku postanowił opuścić Wieczne Miasto. Wówczas to przeniósł kurię papieską do Avignonu. Wpierw Klemens V gościnnie rezydował w tamtejszym klasztorze Dominikanów. Wszakże Avignon został własnością Kurii dopiero w 1349, następca Klemensa V, Jan XXII podjął decyzję odbudowania i rozbudowy dawnego pałacu biskupiego. Nie doczekał się jednak pełnej realizacji tegoż przedsięwzięcia. Ostatecznie za pontyfikatu papieża Benedykta XII (lata 1334–1342) i jego następców do roku 1364 powstała monumentalna rezydencja obronna, położona na wschodnim brzegu Rodanu. Budowla powstała w dwóch zasadniczych fazach. Wpierw, w latach ok. 1334–1342 wzniesiono Palais Vieux (Stary Pałac), a następnie w latach 1342–1352 (pontyfikat Klemensa VI) powstał Palais Neuf (Nowy Pałac). Finansowanie prac budowlanych jest utrwalone w bogatym zbiorze dokumentów, które wspominają także o budowniczych m.in. o Pierre Poisson z Mirepoix k. Carcassonne, który kierował pracami nad Starym Pałacem oraz Jeanie de Louvres, działającym przy budowie Nowego Pałacu.
Za czasów pontyfikatu papieża Urbana V (1362-1370) powstały nieistniejące dziś ogrody, które znajdowały się na wschód od zamku. Po ostatecznym przeniesieniu siedziby papieskiej do Rzymu w 1377 roku pałac awinioński zamieszkiwali antypapieże wielkiej schizmy (Klemens VII i Benedykt XIII), a następnie papiescy legaci. Jeszcze w dobie wielkiej schizmy zachodniej w 1398 roku Avignon był oblegany przez wojska Geoffreya Boucicauta, jednakże wojska antypapieża obroniły rezydencję przed najeźdźcą. Kres świetności Avignonu położyła rewolucja francuska, podczas której pałac i katedra zostały splądrowane, zaś w 1791 miała miejsce masakra w której zwolennicy rewolucji wymordowali swoich przeciwników. Ciała zabitych zostały wrzucone do Tour des Latrines, jednej z wież Starego Pałacu. Następnie obiekty zaadaptowano na więzienie i archiwa, co było zabiegiem bardzo destruktywnym dla zabytku. Dopiero w 1906 roku pałac został przekazany miastu z przeznaczeniem na muzeum.

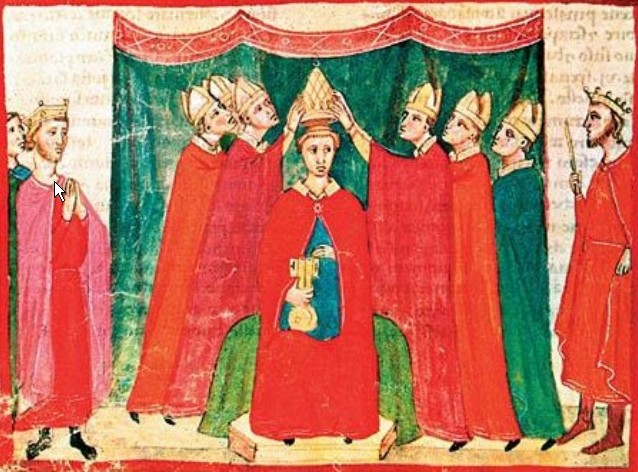
Papież Klemens V
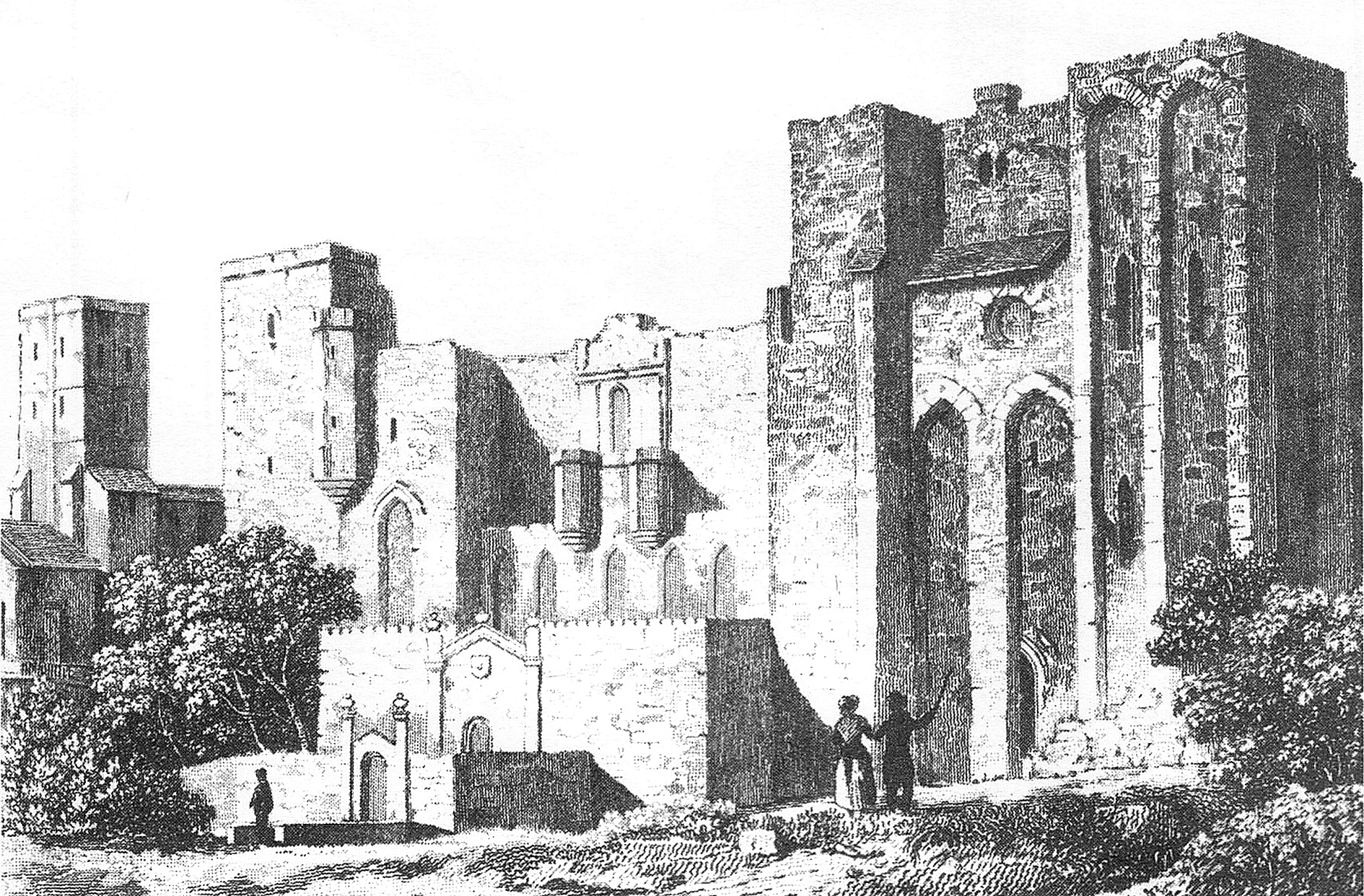
Widok pałacu z początku XIX wieku
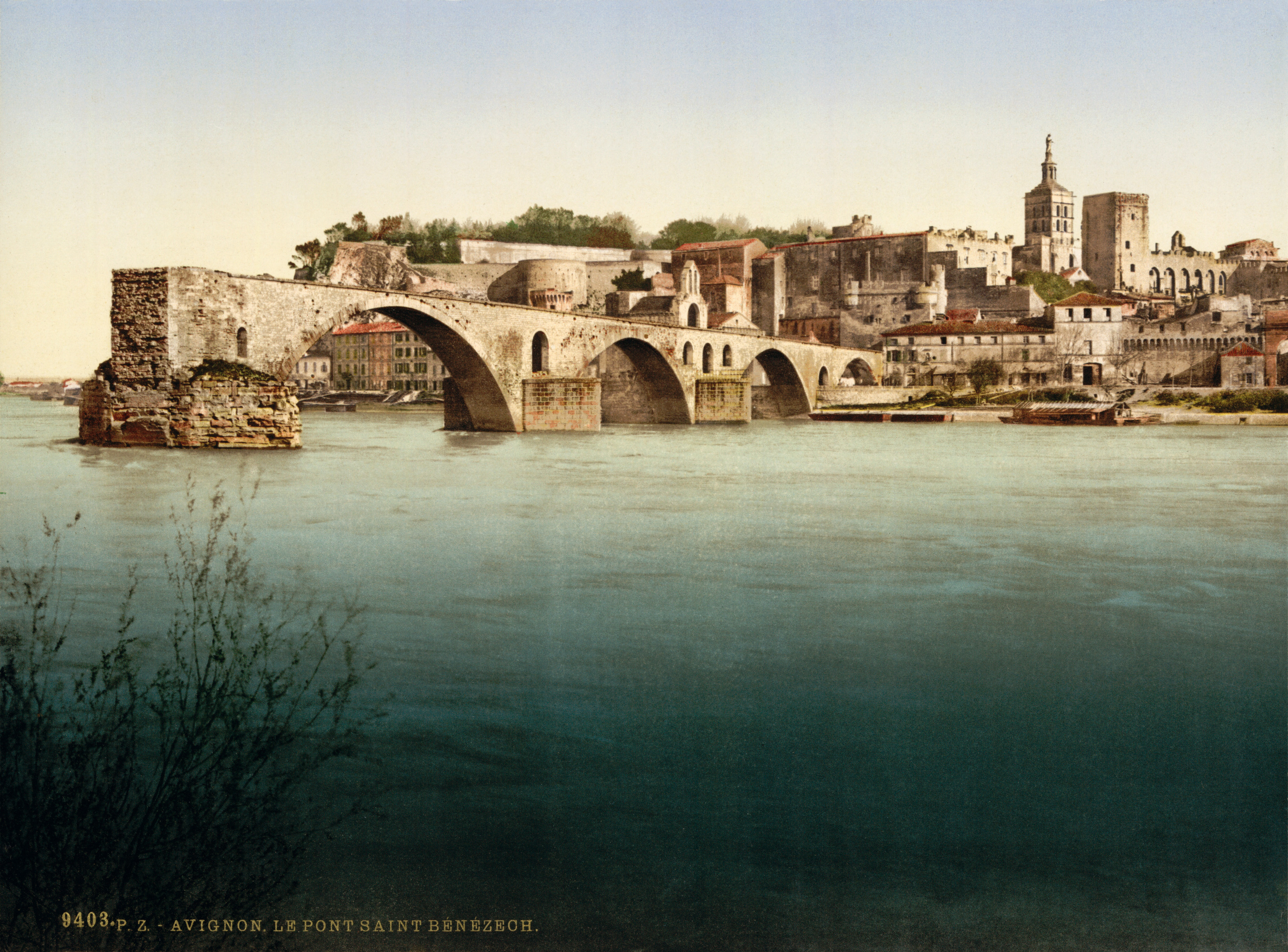
Obraz pałacu z 1898
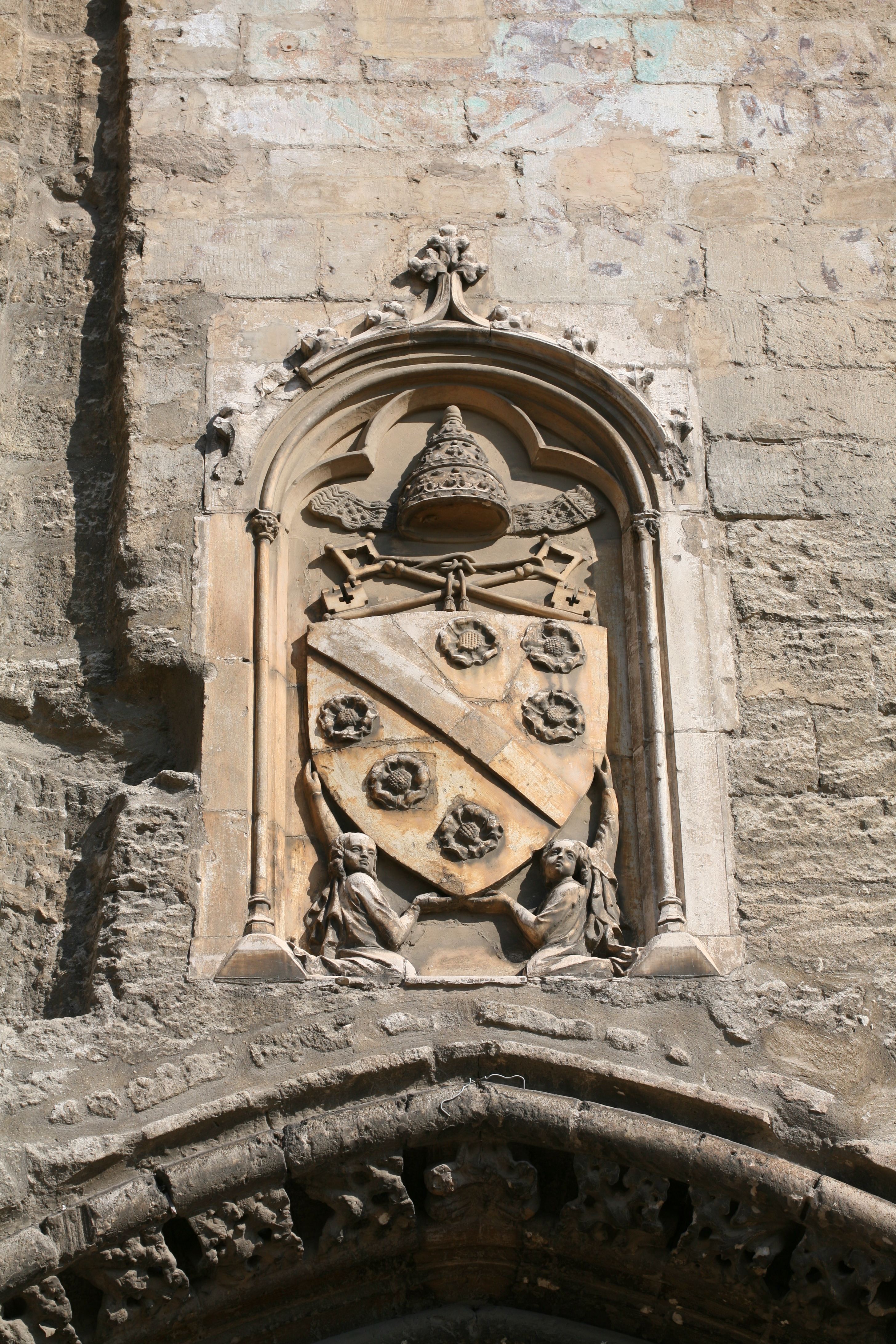
Kartusz z herbem papieża Klemensa VI
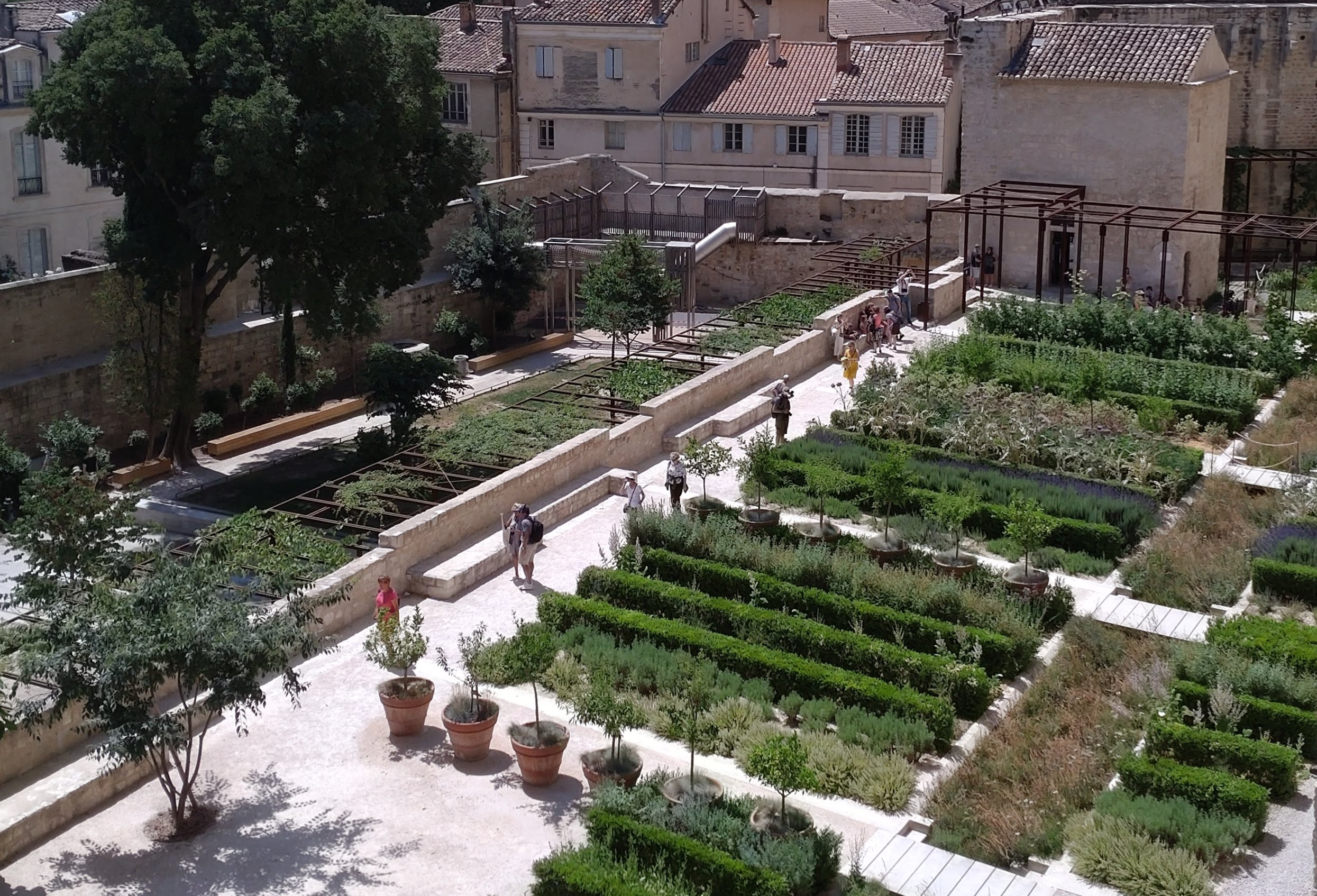
Ogrody pałacu

## Architektura

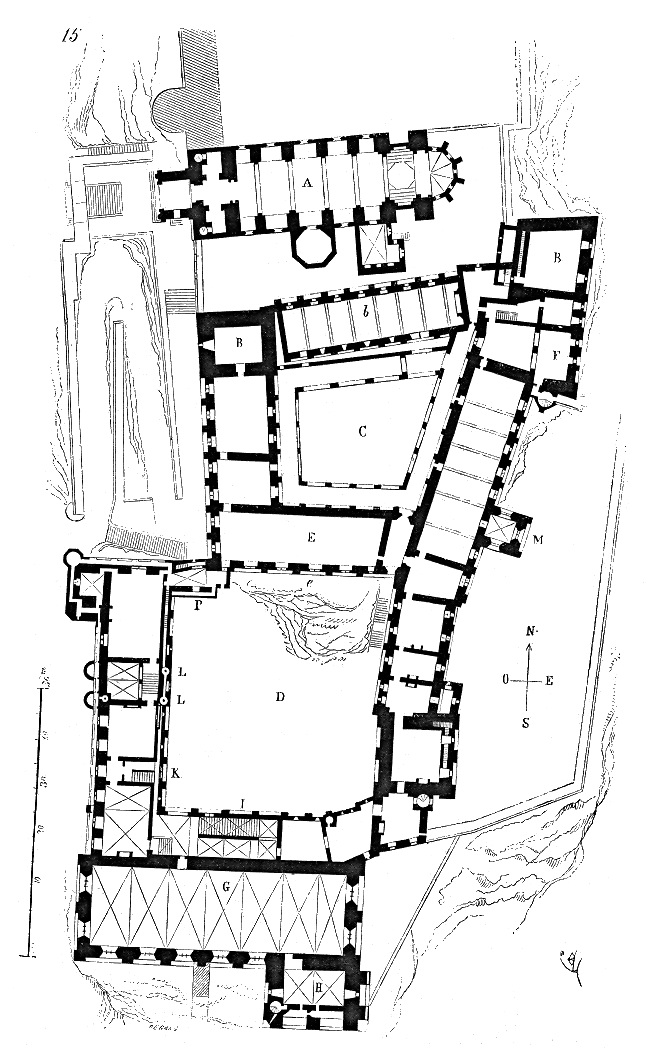
Plan pałacu. Od północy: katedra Notre-Dame, Stary Pałac i Nowy Pałac

Monumentalny kompleks zamkowy składa się z dwóch części, położonego koło katedry Notre-Dame Starego Pałacu i przylegającego do niego od strony południowej Nowego Pałacu. Obie części tworzą nieregularny plan, kompleks budynków skupiony jest wokół dwóch czworobocznych dziedzińców. Kompleks pałacowy jest zbudowany w stylu gotyckim. Wzniesiony w całości z kamienia pałac charakteryzuje się odmiennością artykulacji elewacji poszczególnych obiektów wchodzących w skład kompleksu, który posiada zarówno cechy architektury rezydencjonalnej, jak i obronnej. Stąd też dawna rezydencja papieska jest de facto zamkiem, ze względu iż papież będący także władcą świeckim potrzebował godnego zabezpieczenia militarnego. Zamkowy charakter rezydencji poświadcza ogólny jej zarys, monumentalne mury, które w niektórych częściach ozdabiają masywne ślepe arkady o łuku ostrym i masywne czworoboczne wieże z krenelażami. Dziedziniec starszej budowli otoczony jest krużgankiem. Podczas drugiej fazy budowy pałac otrzymał bardziej reprezentacyjny charakter. Część okien otrzymała gotyckie maswerki (m.in. okno Loży Błogosławieństw), lub została obramiona profilowanymi arkadami, niektóre wejścia poprzedzają reprezentacyjne portale, natomiast od strony zachodniej wzniesiono elewację z bramą wejściową z ozdobnym portalem wewnątrz jednej z nisz, flankowanej dwoma wykuszami z oktagonalnymi wieżami pomiędzy którymi znajduje się balkon. Okna górnej kondygnacji charakteryzują się bogatą dekoracją architektoniczną, złożoną z maswerków oraz obramień w formie profilowanych archiwolt i wimperg w formie oślego grzbietu, uzupełnionych żabkami i kwiatonami.
Architektura pałacu jest w pełni funkcjonalna, określonym pomieszczeniom zapewniała możliwość do odprawiania bogatych, zainspirowanych dworskim obyczajem rozmaitych ceremonii papieskich, przy jednoczesnym dostosowaniu innych do prywatnych potrzeb głowy Kościoła. Stary pałac Benedykta XII mieści zespół reprezentacyjnych pomieszczeń; w skrzydle południowym znajdowały się pomieszczenia przeznaczone na konklawe, w północnym kaplica. Pomieszczenia zachodniego skrzydła zamieszkiwał dwór papieski. W narożu północno-wschodnim wznosi się wieża Trouillas mieszcząca spiżarnie i piwnice na opał. We wschodniej części znajdowały się zbrojownia, powyżej zaś wielka kuchnia, konsystorz w którym odbywały się obrady kurii i wielka jadalnia przeznaczona na uczty. W części wschodniej budowli Benedykta XII mieściły się prywatne komnaty papieży (w tym sypialnia, prywatny gabinet do pracy i schronienie zwane refugium) oraz mniejsza jadalnia, pomieszczenie na paramenty i dwie sale obradowe. Usytuowana przy południowo-wschodnim narożniku Wieża Papieska lub Anielska mieściły skarbiec i bibliotekę.
Za pontyfikatu Klemensa VI cześć pomieszczeń pałacowych otrzymały nowy wystrój, ze względu na ambicje artystyczne i potrzebę wzbogacenia dworskich ceremonii. Do prywatnych pomieszczeń dobudowano salę audiencjonalną, zaś południowe skrzydło Nowego Pałacu wzbogaciło się o wielką kaplicę o długości 52 i szerokości 16 metrów, nakrytą sklepieniem krzyżowo-żebrowym. Do kaplicy przylega monumentalna zakrystia, pokój do pracy znany jako Chambre du Cerf oraz umieszczone na górnym piętrze przejście prowadzące do loggii znanej jako Loża Błogosławieństw, widocznej od strony dziedzińca. W tym miejscu nakładano papieżowi na głowę tiarę, by następnie mógł błogosławić wiernych, udzielać odpustów, oznajmiać o beatyfikacji lub kanonizacji. Z loggii w dół w stronę dziedzińca prowadzą szerokie reprezentacyjne schody.

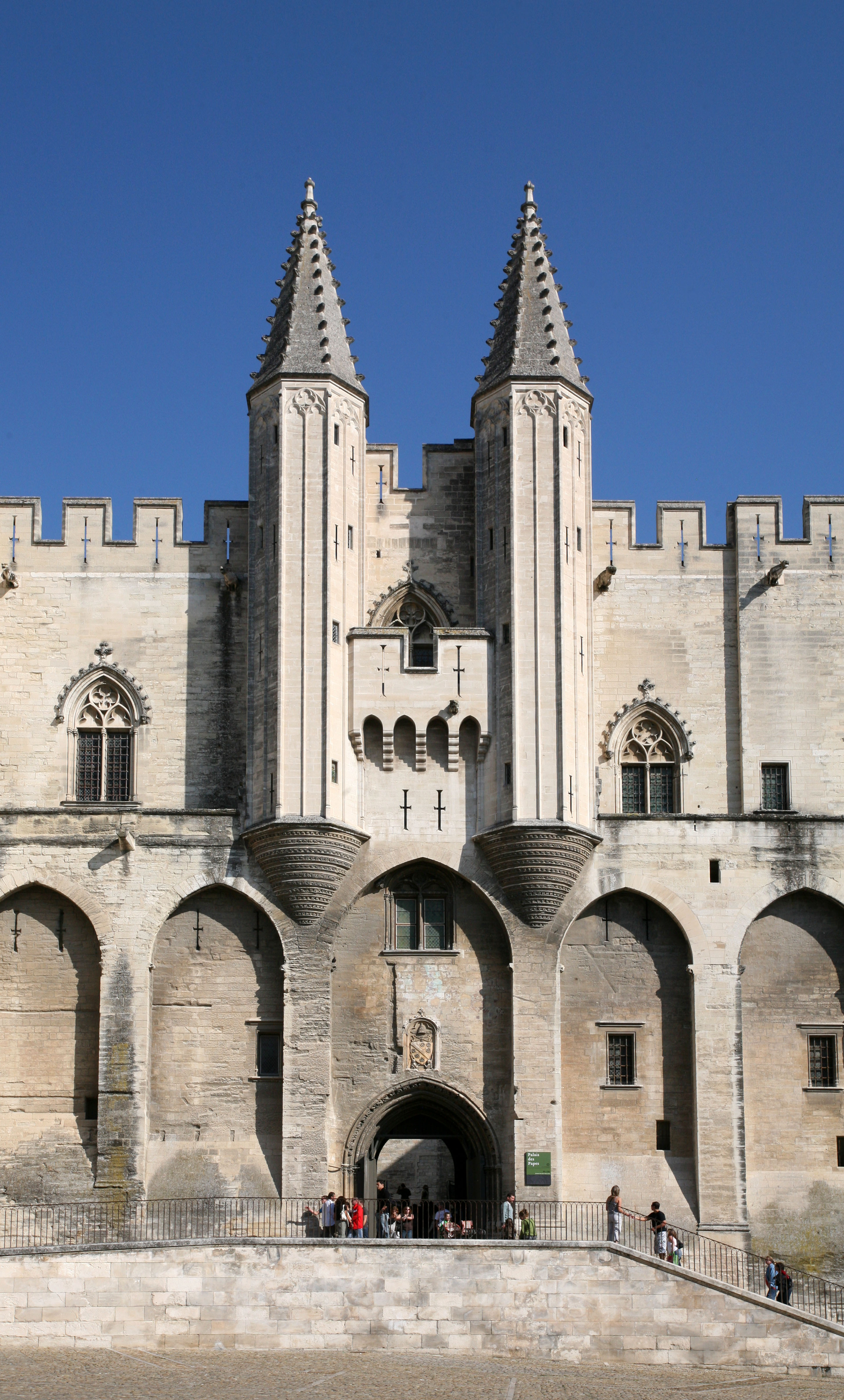
Wejście główne
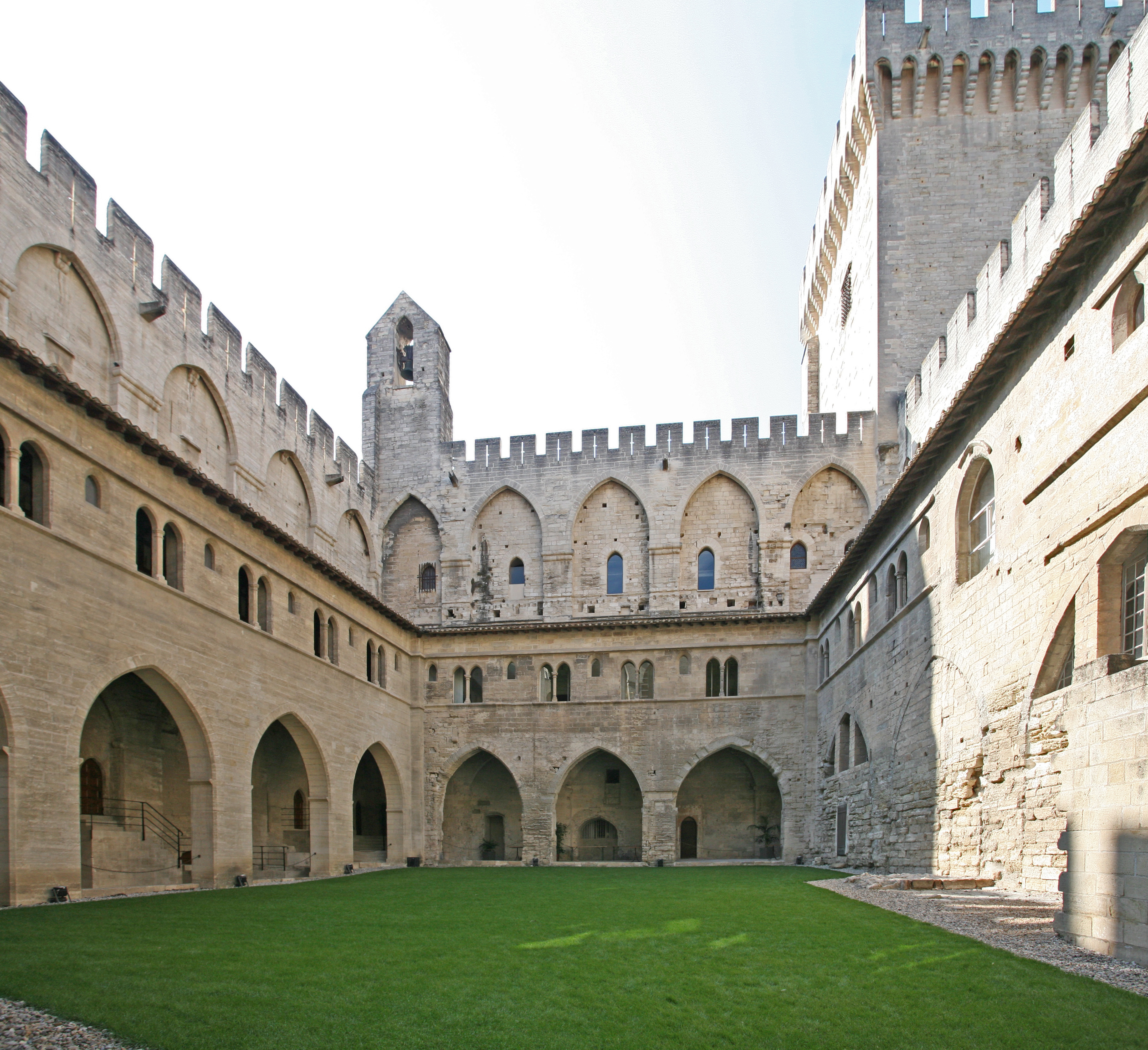
Dziedziniec pałacu Klemensa V
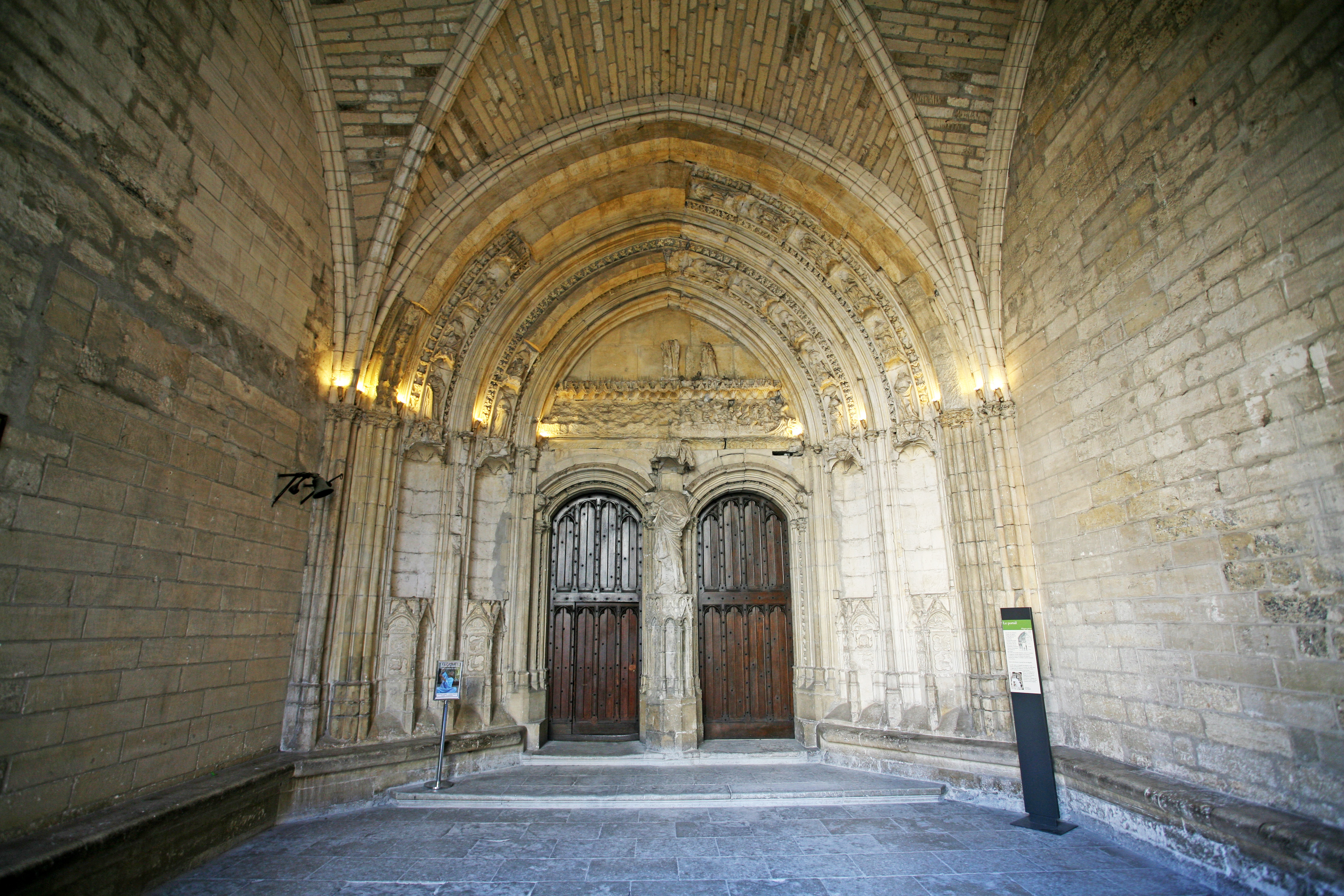
Portal wejściowy Wielkiej Kaplicy
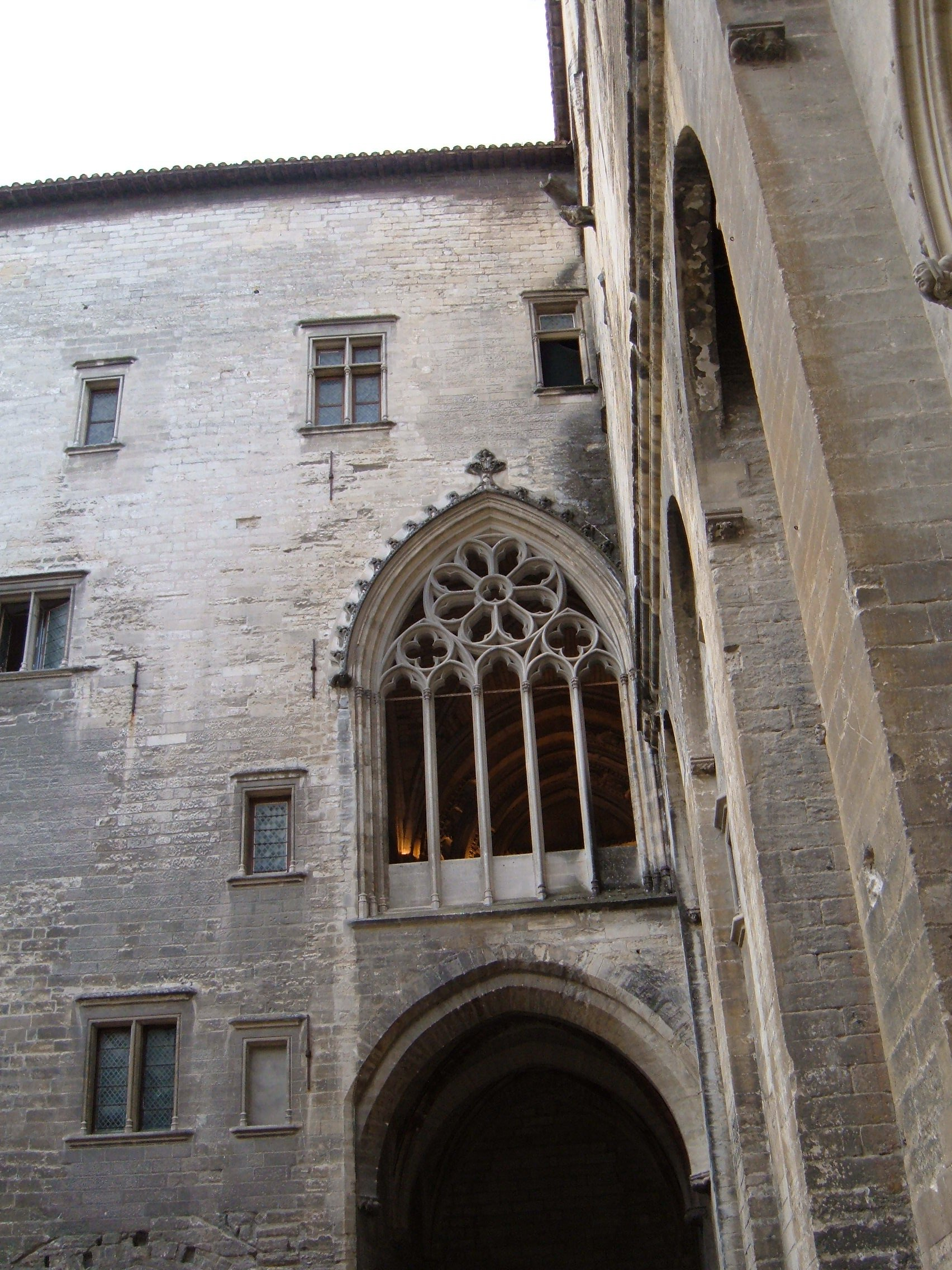
Loża Błogosławieństw

## Wystrój wnętrz

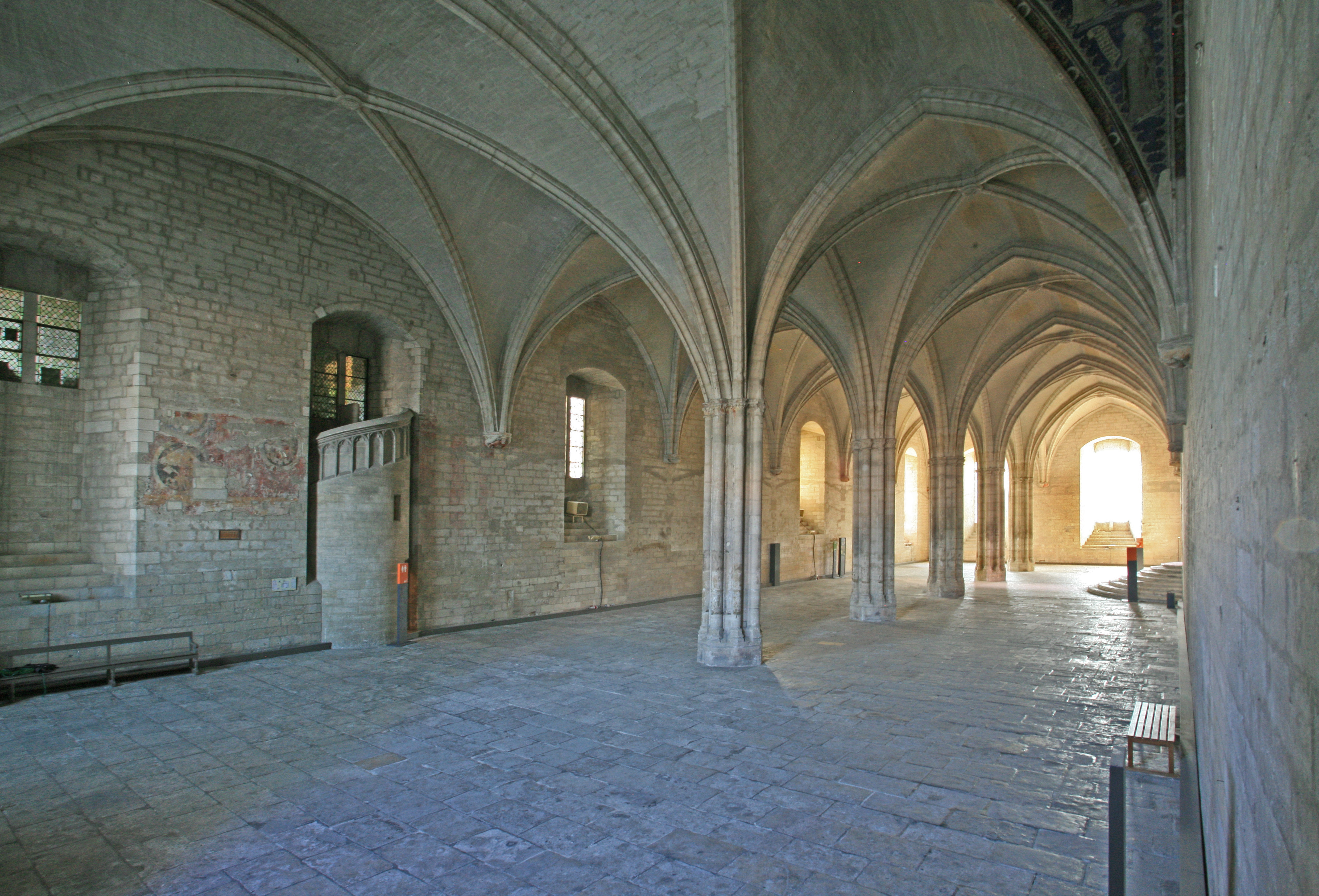
Wnętrze sali audiencyjnej

Z dawnego, bogatego wystroju poszczególnych pomieszczeń zachowało się niewiele, m.in. część rzeźb i duży zespół malowideł ściennych. Nad pierwotnym wystrojem działali artyści z Anglii, Katalonii, Czech i przede wszystkim Włoch, głównie przedstawiciele szkoły sieneńskiej. Za czasów Benedykta XII polichromie wykonywał w latach 1336–1368 nadworny malarz Matteo Giovanetti z Viterbo. Do dziś zachowały się malowidła w kaplicach Św. Jana i Św. Marceliana (Żywoty patronów kaplic) oraz komnatach papieskich. W papieskiej sypialni zachowały się malowidła przedstawiające kurtyny ze stylizowaną dekoracją ornamentalną i roślinną. Freski w tzw. Jelenim Pokoju ilustrują obyczaje dworskie; polowanie na jelenie, polowanie z sokołami i połów ryb. Tło dla tych przedstawień tworzy szczegółowo malowany las o bogatym roślinnym runie i rozmaitymi drzewami, na gałęziach ukazano ptaki.

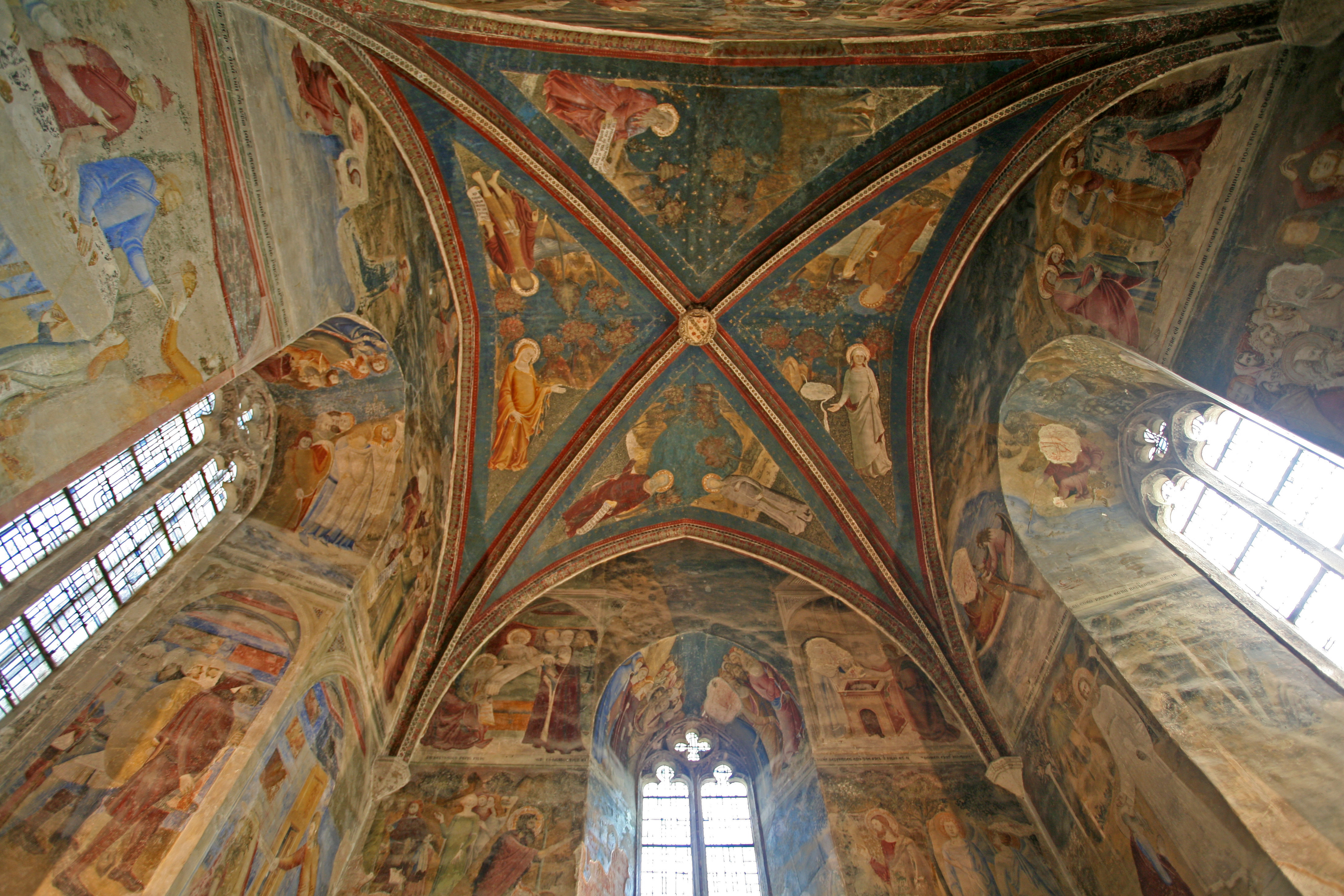
Malowidła w kaplicy Św. Jana
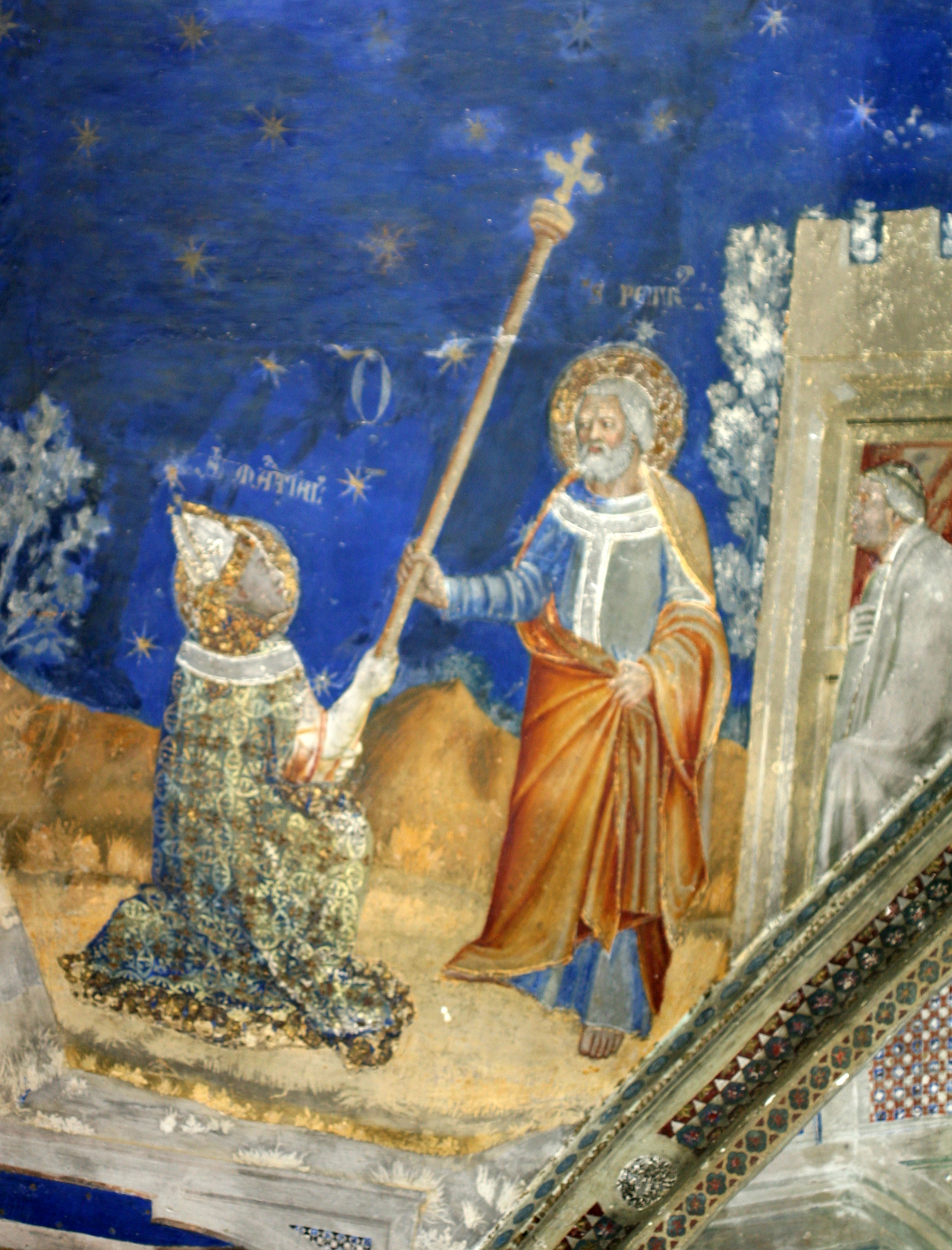
Święty Marcelis otrzymuje berło z rąk św. Piotra – fragment malowideł w kaplicy św. Marcelisa
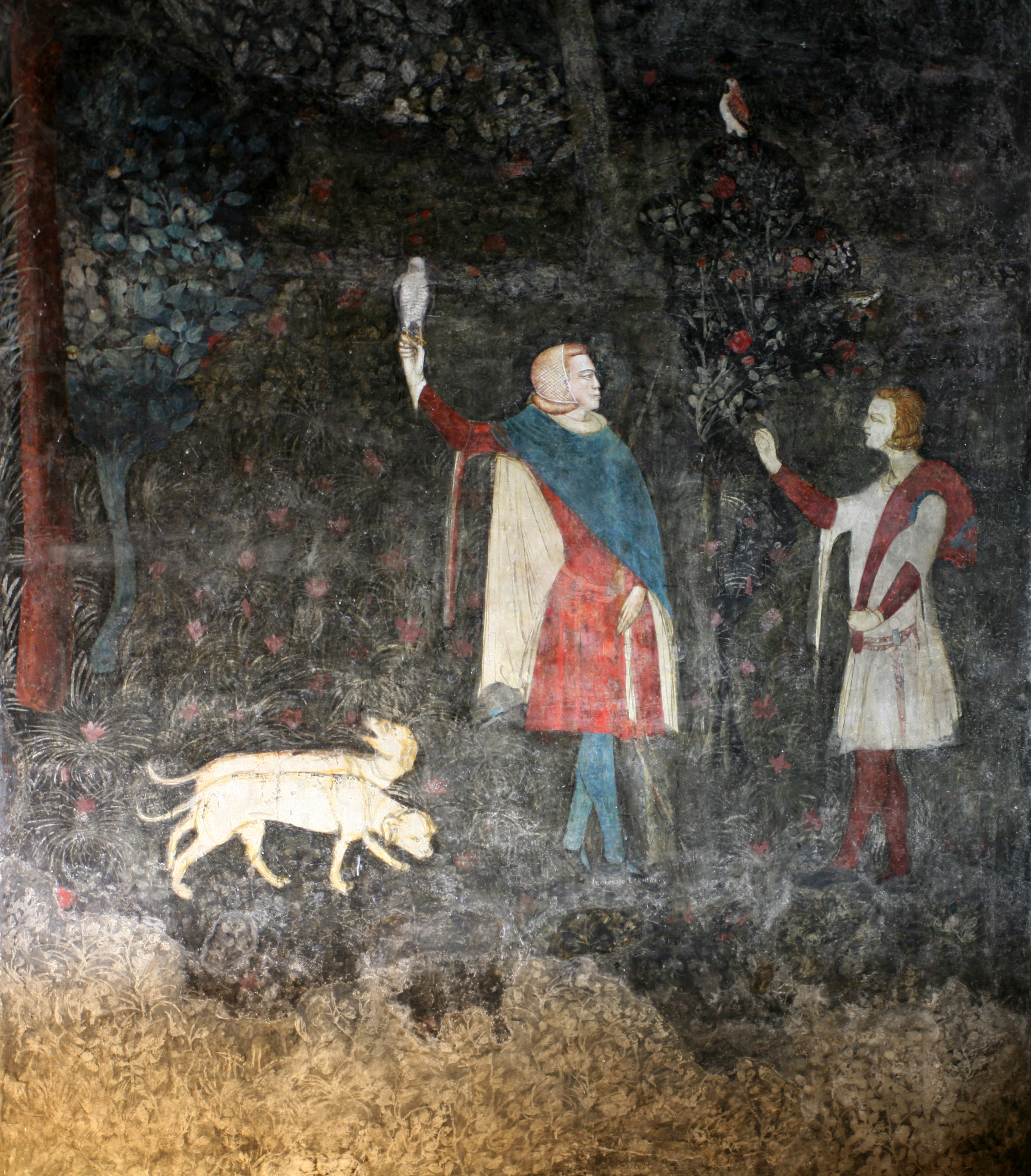
Scena polowania – fragment malowideł w „Jelenim Pokoju”
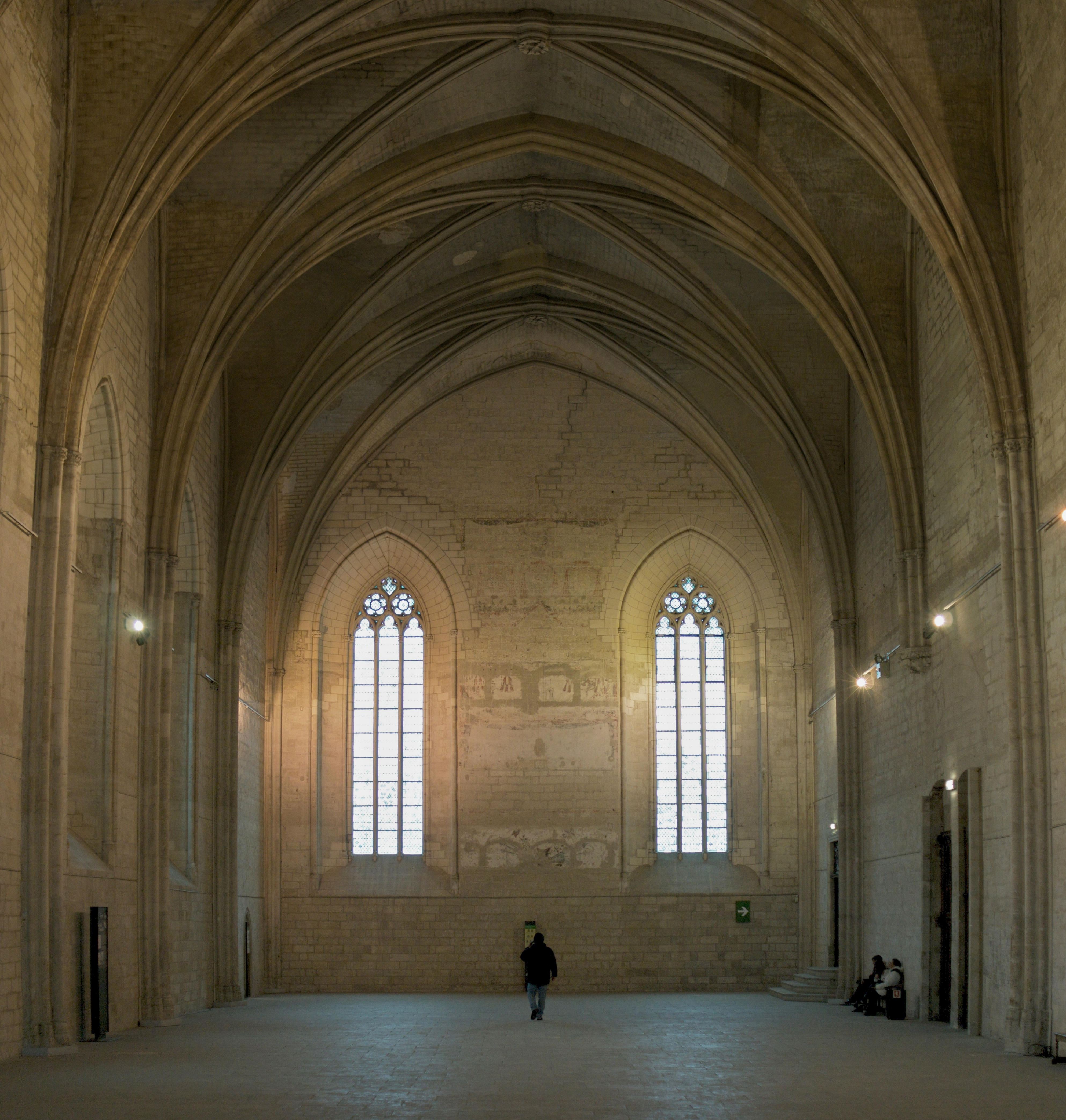
Wnętrze Wielkiej Kaplicy (fragment)

## Ikonografia pałacu papieskiego w Avignonie

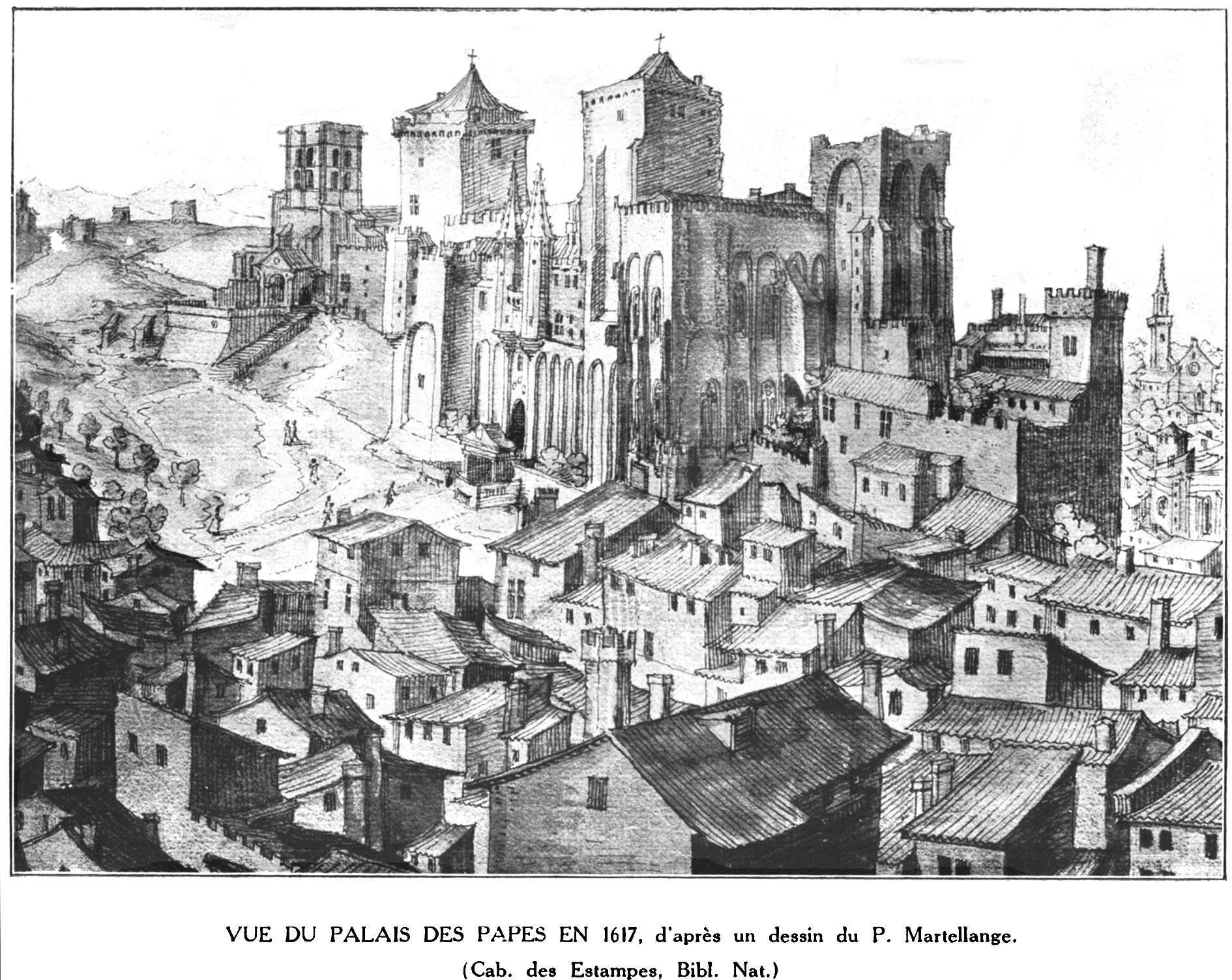
Widok na pałac według Étienne’a Martellangea

Zespół zamkowy w Avignonie znany jest także z bogatej ikonografii. Do najstarszych widoków zamku awiniońskiego zalicza się miniaturę związaną z warsztatem Mistrza Marszałka de Boucicaut, ms. 23279, f° 81, jednakże przedstawienie jest nader odmienne od malowidła ściennego w kaplicy Najświętszego Sakramentu przy kolegiacie Saint-Barnard w Romans-sur-Isère. Rezydencja ukazana została w sposób realistyczny i tworzy tło dla przedstawień świętych Szczepana, Felicyta i Seweryna i Eksuperiusza z Tuluzy. Na pochodzącym z 1520 roku retabulum Ukrzyżowania z kościoła w Saint-Maximin-la-Sainte-Baume znanego z rysunków Philippe’a Rostana (1886) widnieje zamek papieski widziany od południowego zachodu, z czytelnie widoczną fasadą zachodnią. Z 1617 roku pochodzi rysunek pióra Étienne’a Martellange’a ukazujący zamek podupadający w ruinę, który został odbudowany co poświadcza obraz z 1766 pędzla Claude’a Marie Gordota ukazujący ceremonię wjazdu legata papieskiego odbywającą się na placu zamkowym, widzianym od strony południowej. Kilka rysunków pałacu o charakterze inwentaryzacyjnym sporządził Eugène Viollet-le-Duc. Wraz z Mostem Świętego Benezeta nad Rodanem kompleks rezydencji papieskiej tworzą malowniczy widok, który był inspiracją dla malarzy XIX wieku, takich jak Adrian Stokes, James Carroll Beckwith czy Paul Signac.

## Galeria

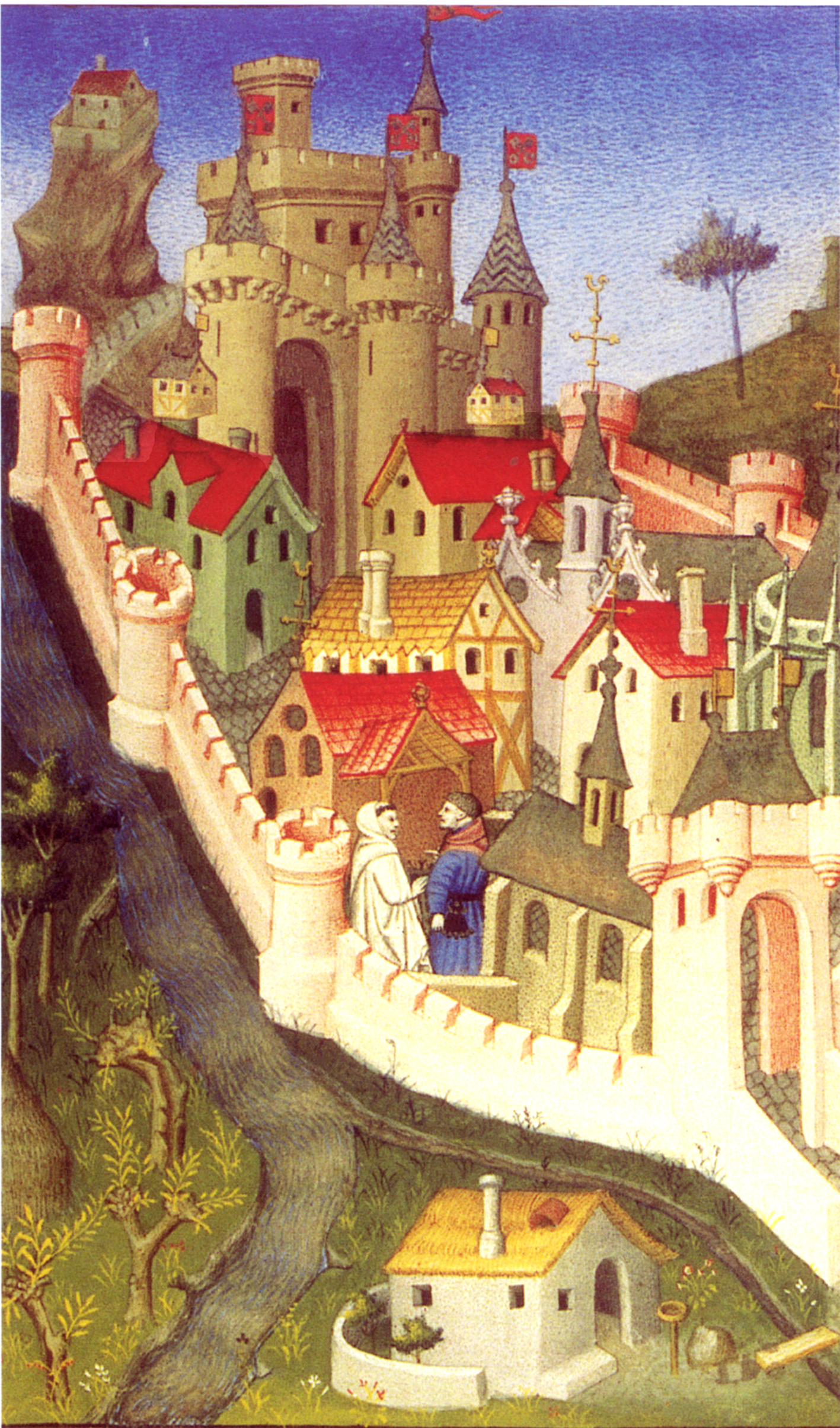
Warsztat Mistrza Marszałka de Boucicaut, Miniatura ms. 23279, f° 81
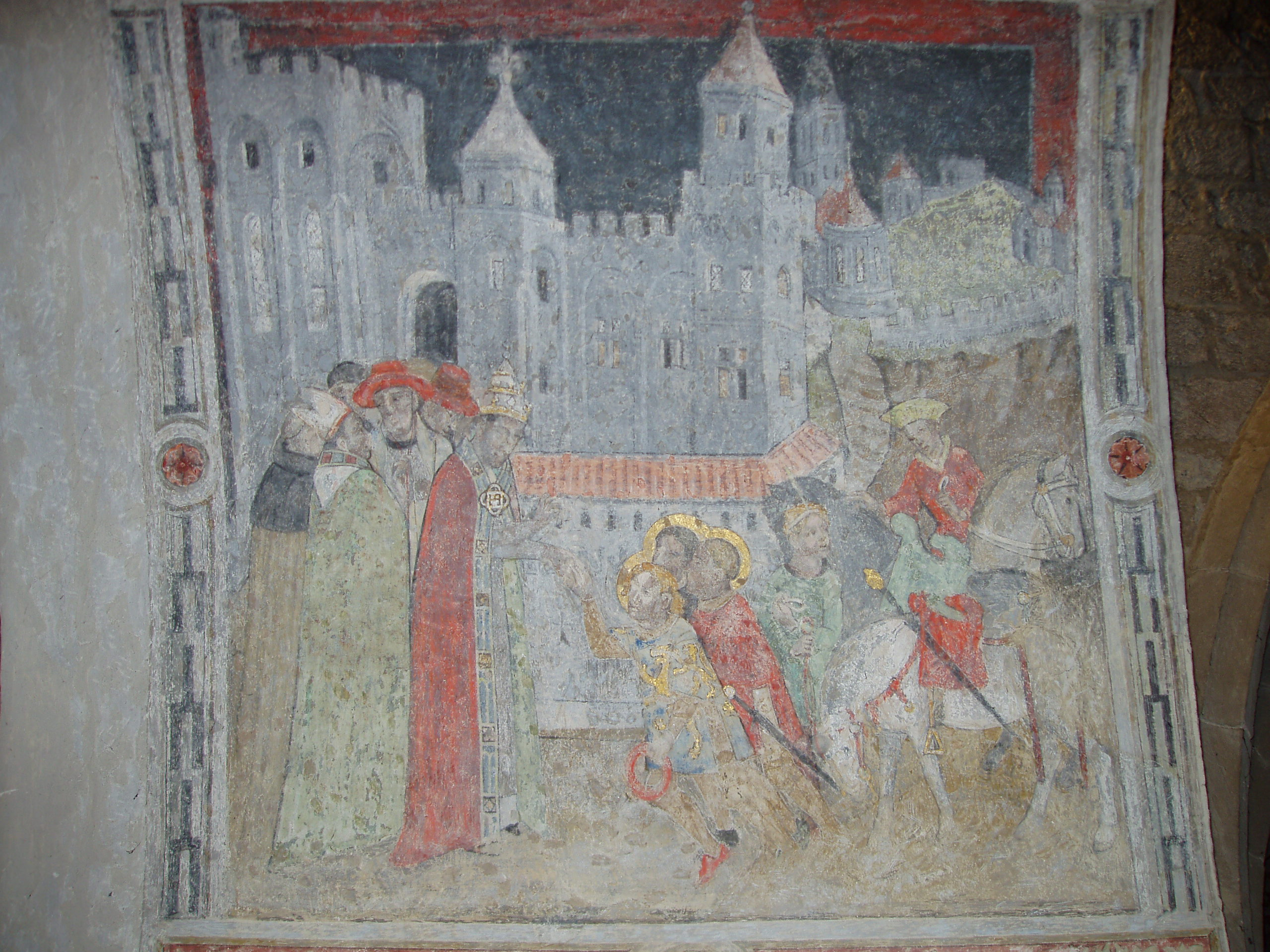
Fragment fresku w kolegiacie Saint-Barnard
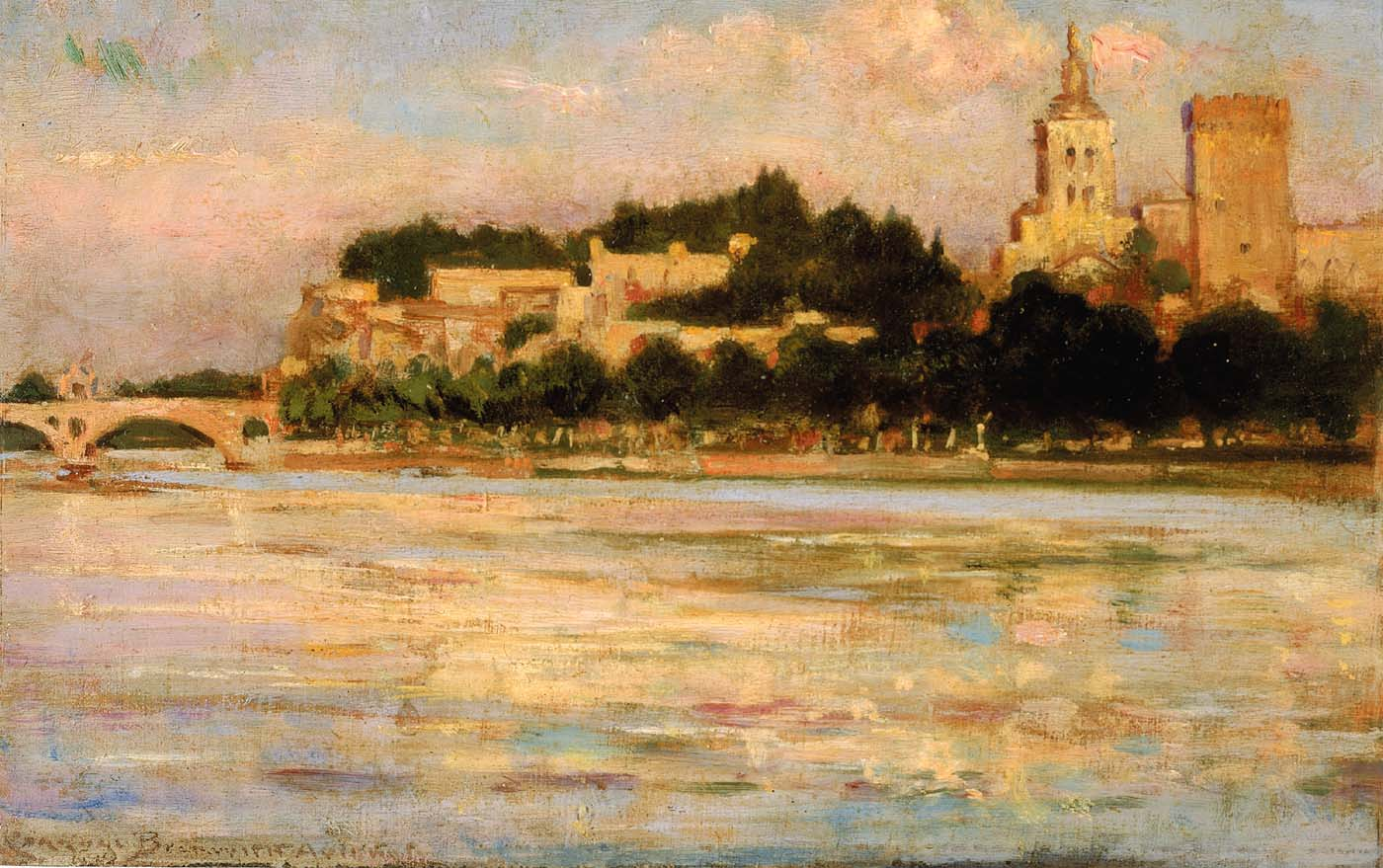
Pałac i most w Avignonie według Beckwitha Jamesa Carrolla
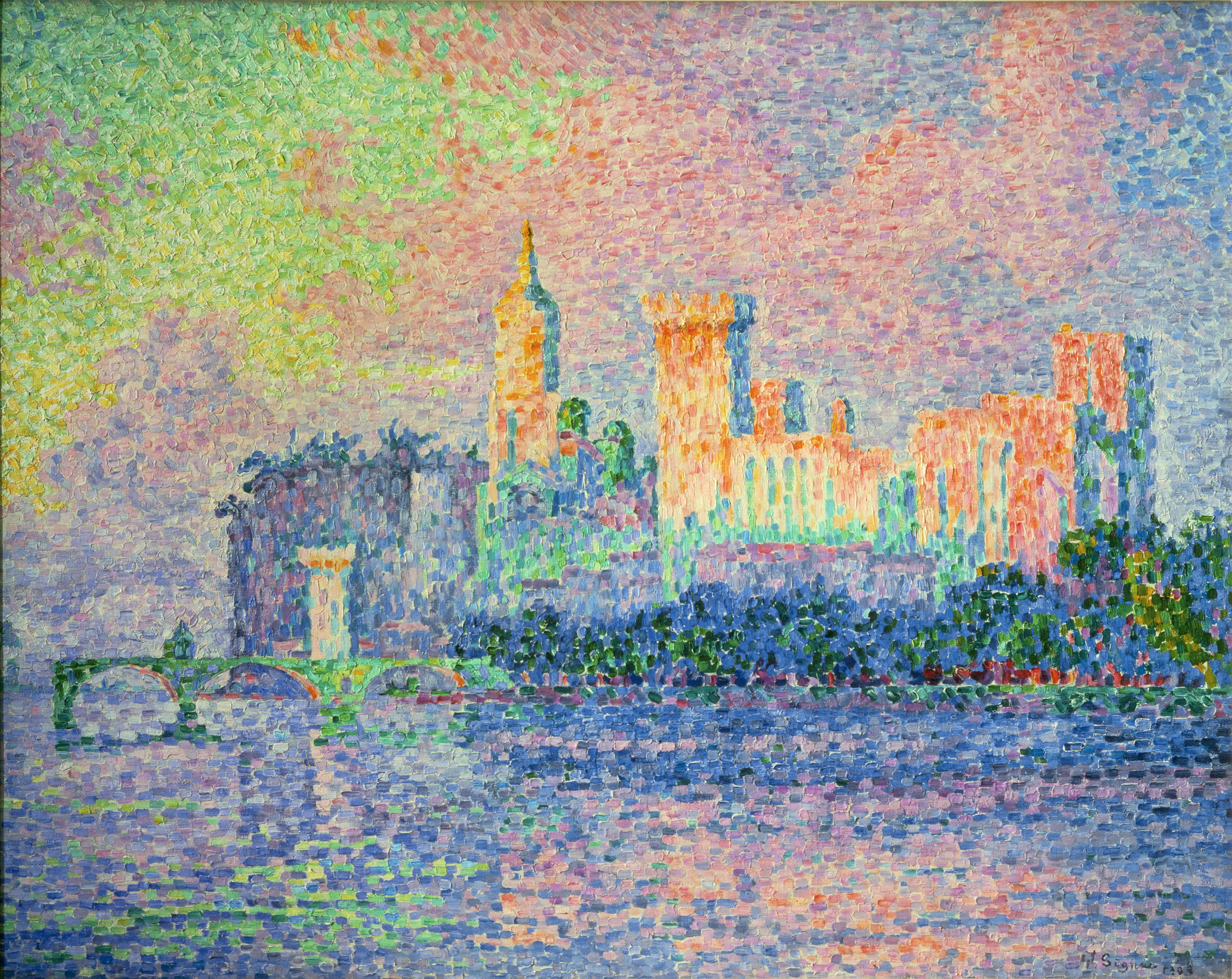
Paul Signac, Pałac papieski w Avignonie
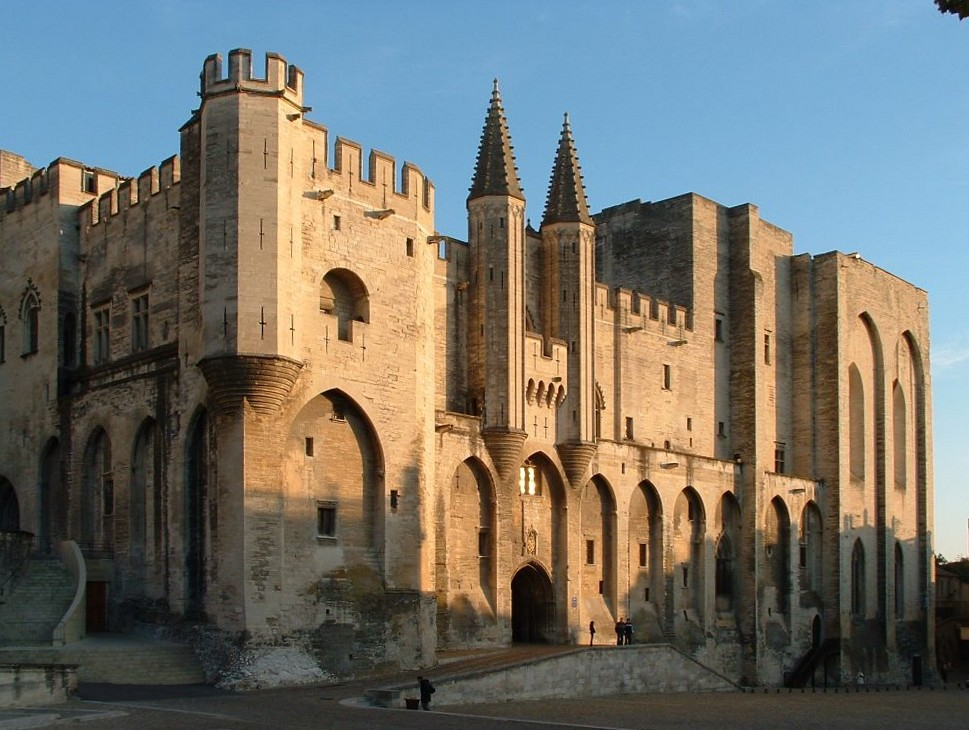
Fasada zachodnia pałacu
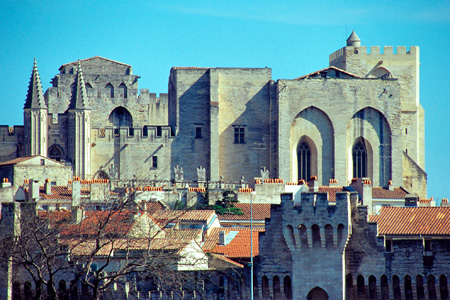
Widok na Nowy Pałac
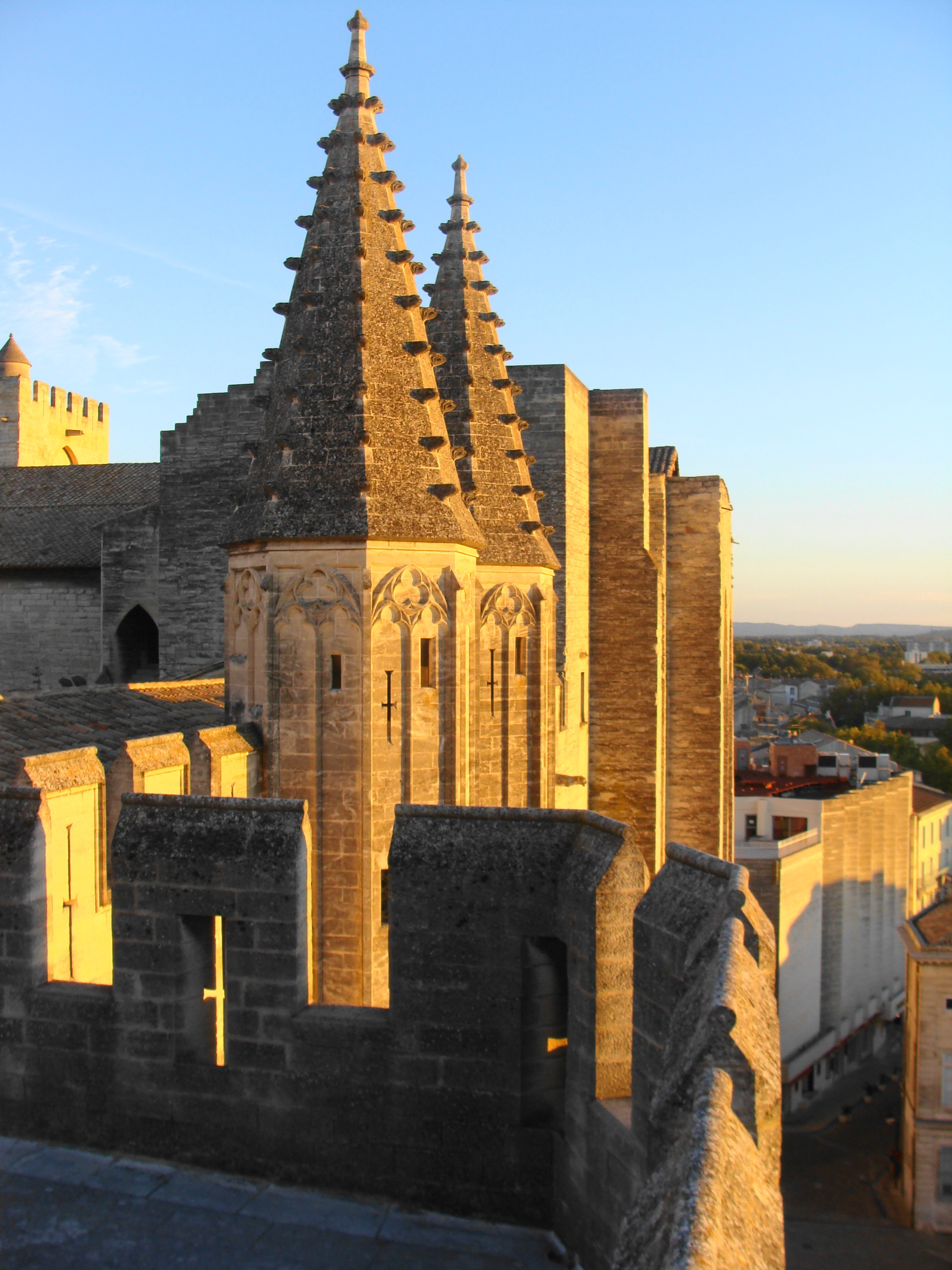
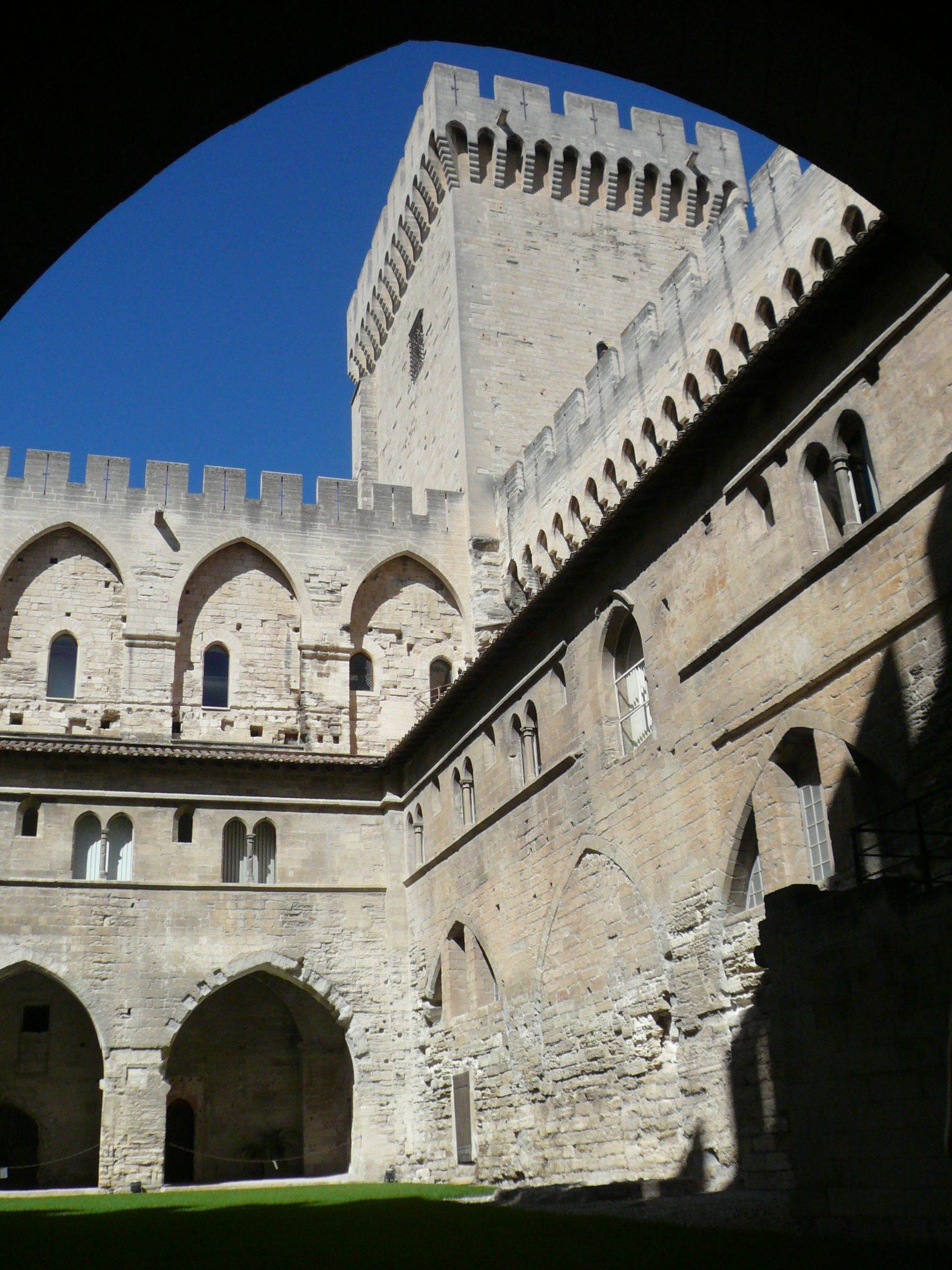
Fragment dziedzińca Pałacu Starego
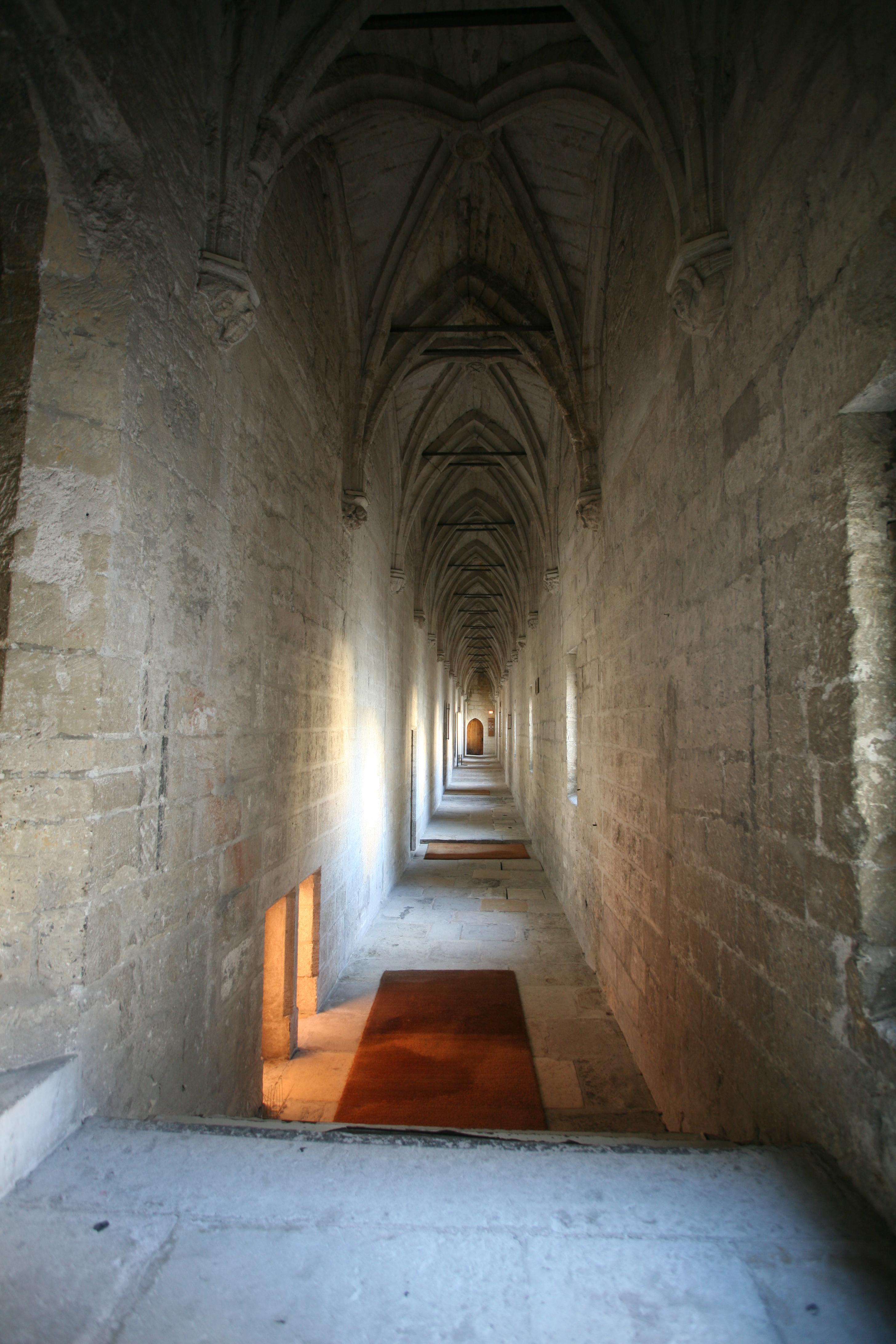
Korytarz prowadzący do Sali Konklawe
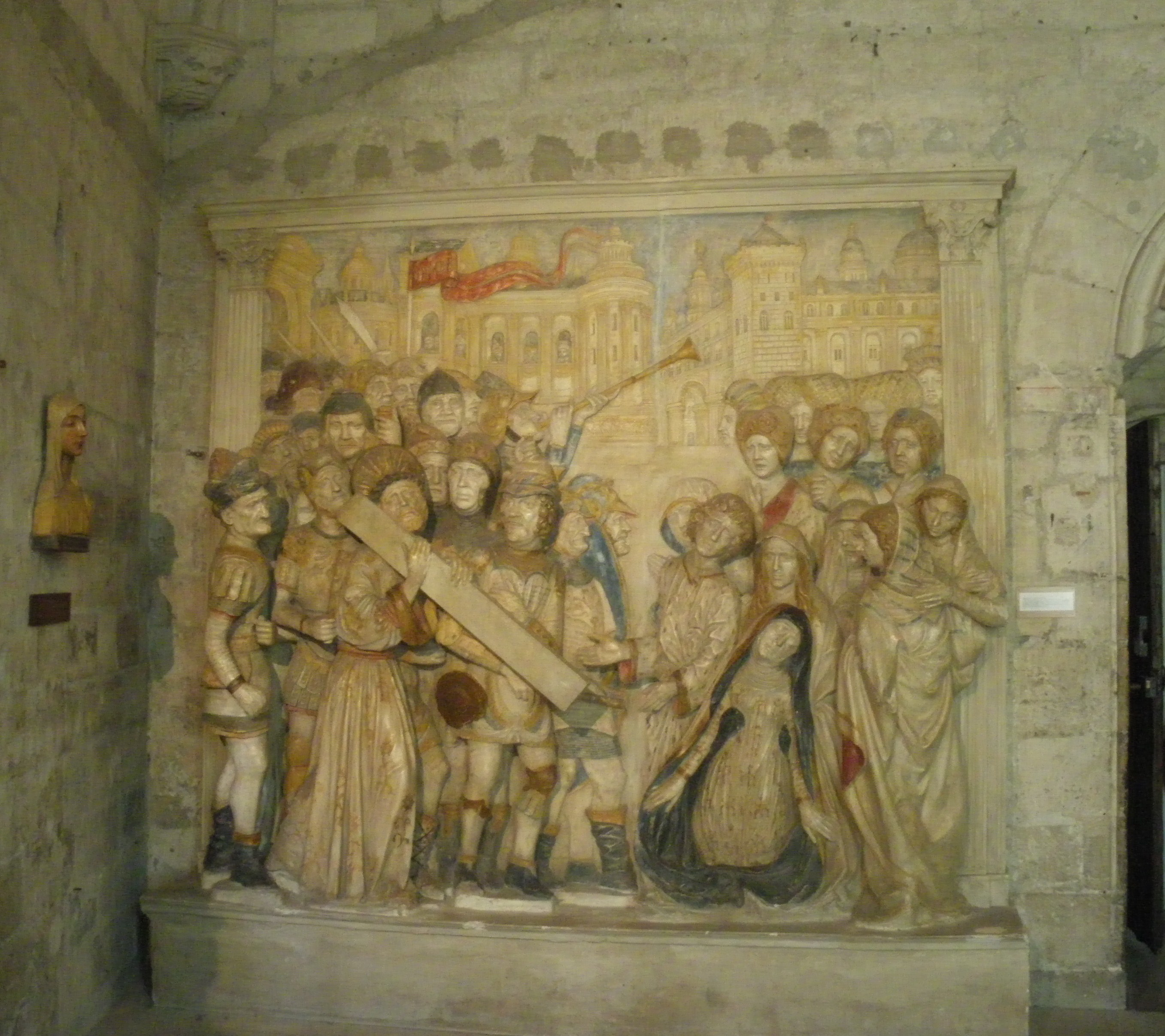
Zdjęcie z Krzyża – ołtarz w zakrystii Wielkiej Kaplicy
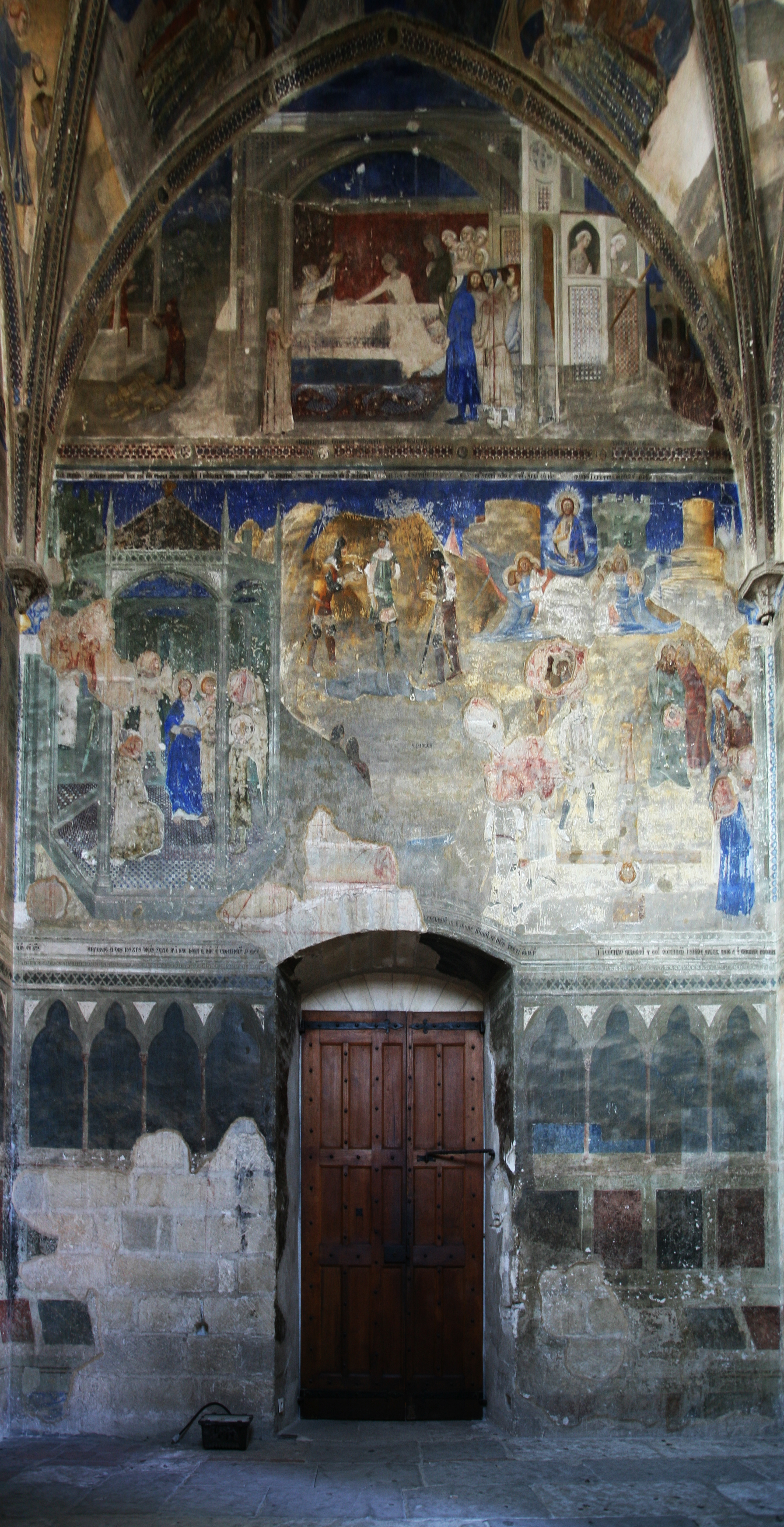
Malowidła ścienne w kaplicy Św. Marcelisa
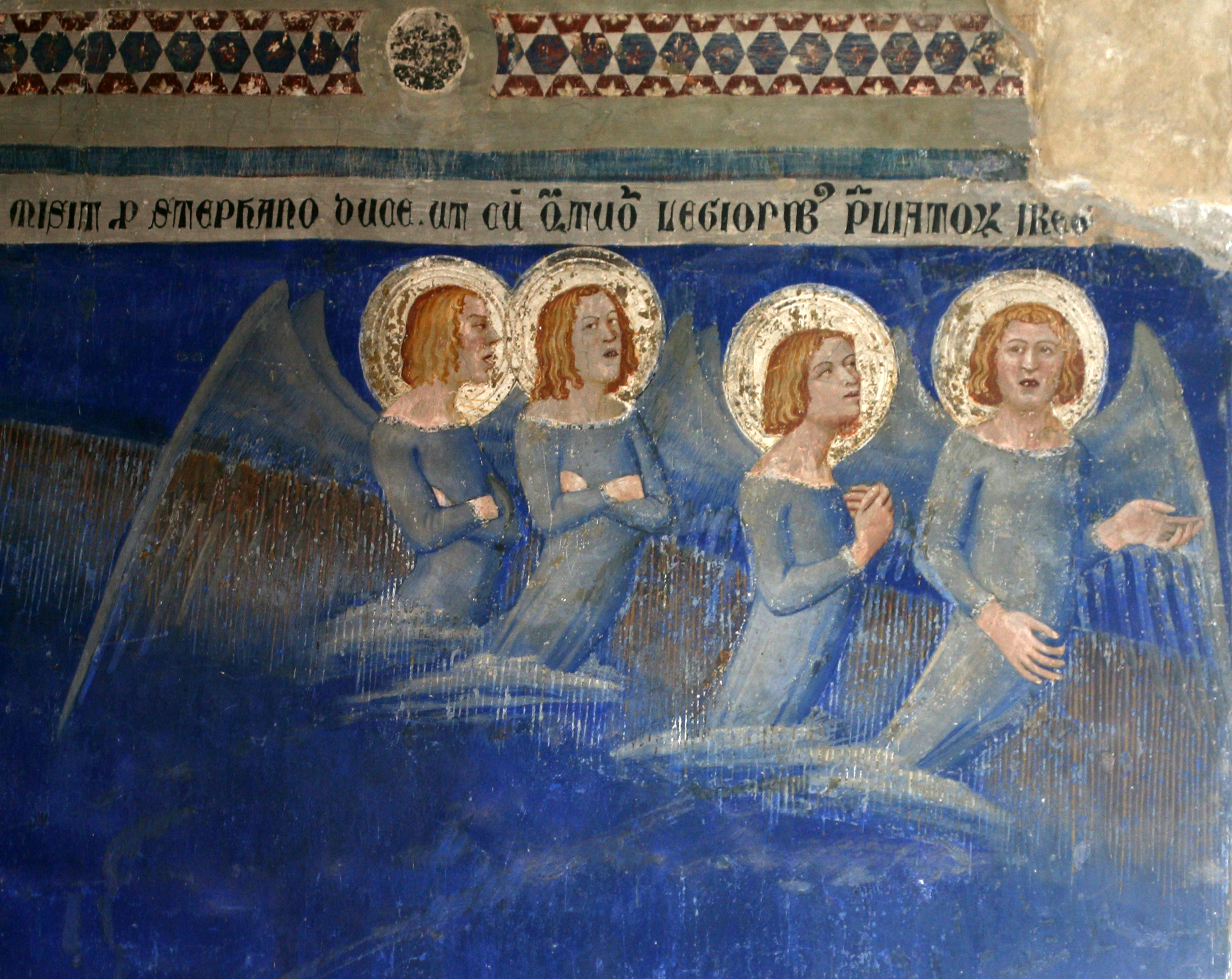
Malowidła ścienne w kaplicy Św. Marcelisa